# Средњи Дубовик (Крупа на Уни)
Средњи Дубовик је насељено мјесто у општини Крупа на Уни, Република Српска, БиХ. Према попису становништва из 2013. у насељу је живјело 157 становника.

## Историја
Током распада Југославије, један дио некадашњег југословенског насељеног мјеста Средњи Дубовик у тадашњој општини Босанска Крупа је ушао у састав општине Крупа на Уни у Републици Српској.

## Становништво
| Демографија | Демографија | Демографија |
| Година      | Становника  | Становника  |
| ----------- | ----------- | ----------- |
| 1948.       | 634         |             |
| 1953.       | 636         |             |
| 1961.       | 678         |             |
| 1971.       | 596         |             |
| 1981.       | 402         |             |
| 1991.       | 327         |             |
| 2013.       | 157         |             |